# Nik & Jays diskografi
Nik & Jays diskografi består af seks studiealbum, et livealbum, to opsamlingsalbum, én EP og 25 singler.

## Album

### Studiealbum
| År   | Album detaljer                                                                                                | Højeste placering | Certificering |
| År   | Album detaljer                                                                                                | Danmark           | Certificering |
| ---- | --- | ----------------- | ------------- |
| 2002 | Nik & Jay - Udgivet: 5. september 2002 - Pladeselskab: EMI - Format: CD                                       | 2                 | - 8× Platin   |
| 2004 | 2 - Udgivet: 26. april 2004 - Pladeselskab: EMI - Format: CD, download                                        | 1                 | - 8× Platin   |
| 2006 | 3: Fresh, Fri, Fly - Udgivet: 25. september 2006 - Pladeselskab: EMI - Format: CD, download                   | 2                 | - 8× Platin   |
| 2011 | Engle eller dæmoner - Udgivet: 26. april 2011 - Pladeselskab: Copenhagen Records - Format: CD, download       | 1                 | - 3× Platin   |
| 2013 | United - Udgivet: 28. oktober 2013 - Pladeselskab: Copenhagen Records - Format: CD, download                  | 2                 | - 3× Platin   |
| 2019 | Længe leve drømmene - Udgivet: 1. december 2019 - Pladeselskab: Copenhagen Records - Format: LP, CD, download | 2                 | - Platin      |

### Livealbum
| År   | Album detaljer                                                        |
| ---- | --------------------------------------------------------------------- |
| 2003 | Det vi gør - Udgivet: 23. juni 2003 - Pladeselskab: EMI - Format: DVD |

### Opsamlingsalbum
| År                                                               | Album detaljer                                                                             | Højeste placering | Certificering |
| År                                                               | Album detaljer                                                                             | Danmark           | Certificering |
| ---------------------------------------------------------------- | ------------------------------------------------------------------------------------------ | ----------------- | ------------- |
| 2008                                                             | De største - Udgivet: 20. november 2008 - Pladeselskab: EMI - Format: CD, DVD, download    | 1                 | - 7× Platin   |
| 2012                                                             | De første fra Nik & Jay - Udgivet: 29. oktober 2012 - Pladeselskab: EMI - Format: Download | —                 | - Platin      |
| "—" markerer en udgivelse der ikke opnåede en hitlisteplacering. |                                                                                            |                   |               |

### EP'er
| År   | Album detaljer                                                                                       |
| ---- | --- |
| 2013 | Copenhagen Pop Cartel - Udgivet: 8. marts 2013 - Pladeselskab: Copenhagen Records - Format: Download |
| 2022 | Lys over land 1 - Udgivet: 17. juni 2022 - Pladeselskab: Nik & Jay - Format: Download                |

## Singler
| År                                                               | Titel                                           | Højeste placering | Højeste placering | Højeste placering | Certificering                          | Album                 |
| År                                                               | Titel                                           | Download          | Streaming         | Airplay           | Certificering                          | Album                 |
| ---------------------------------------------------------------- | ----------------------------------------------- | ----------------- | ----------------- | ----------------- | -------------------------------------- | --------------------- |
| 2002                                                             | "Nik & Jay"                                     | 3                 | —                 | —                 | Guld                                   | Nik & Jay             |
| 2002                                                             | "Hot!"                                          | —                 | —                 | 8                 | 3 × Platin                             | Nik & Jay             |
| 2003                                                             | "Elsker hende mere"                             | —                 | —                 | 5                 | Platin                                 | Nik & Jay             |
| 2003                                                             | "Ta' mig tilbage"                               | —                 | —                 | —                 | Guld                                   | Nik & Jay             |
| 2004                                                             | "Pop-pop!"                                      | —                 | —                 | —                 |                                        | 2                     |
| 2004                                                             | "En dag tilbage"                                | —                 | —                 | 10                | 3 × Platin                             | 2                     |
| 2004                                                             | "Lækker"                                        | —                 | —                 | —                 | 2 × Platin                             | 2                     |
| 2005                                                             | "Kan du høre hende synge"                       | —                 | —                 | —                 | Guld                                   | 2                     |
| 2005                                                             | "Strip"                                         | —                 | —                 | —                 |                                        | 2                     |
| 2006                                                             | "Boing!"                                        | 2                 | —                 | 2                 | 3 × Platin                             | 3: Fresh, Fri, Fly    |
| 2006                                                             | "Når et lys slukkes"                            | 4                 | —                 | 7                 | Platin                                 | 3: Fresh, Fri, Fly    |
| 2006                                                             | "I Love Ya"                                     | 8                 | —                 | 20                | Platin (download)                      | 3: Fresh, Fri, Fly    |
| 2007                                                             | "Et sidste kys"                                 | 2                 | —                 | —                 | Platin (download)                      | 3: Fresh, Fri, Fly    |
| 2007                                                             | "Op på hesten"                                  | —                 | —                 | —                 |                                        | 3: Fresh, Fri, Fly    |
| 2008                                                             | "Kommer igen!"                                  | 1                 | —                 | 6                 | Platin (download)                      | De største            |
| 2008                                                             | "Endnu en"                                      | 2                 | —                 | —                 | Platin                                 | De største            |
| 2011                                                             | "Mod solnedgangen"                              | 1                 | —                 | 1                 | 2 × Platin                             | Engle eller dæmoner   |
| 2011                                                             | "Gi' mig dine tanker"                           | 6                 | —                 | 3                 | Platin (streaming)                     | Engle eller dæmoner   |
| 2011                                                             | "Udødelige"                                     | 7                 | —                 | 7                 | Platin                                 | Engle eller dæmoner   |
| 2012                                                             | "Mit hjerte"                                    | —                 | —                 | —                 |                                        | Engle eller dæmoner   |
| 2012                                                             | "Vi vandt i dag" (featuring Landsholdet)        | 2                 | —                 | 8                 | Platin (streaming)                     | ikke-album single     |
| 2013                                                             | "United" (featuring Lisa Rowe)                  | 1                 | 2                 | 2                 | Guld (download) 3 × Platin (streaming) | Copenhagen Pop Cartel |
| 2013                                                             | "Ocean of You" (featuring Søren Huss)           | 6                 | 12                | 2                 | Guld (download) Platin (streaming)     | Copenhagen Pop Cartel |
| 2013                                                             | "#pæntnejtak"                                   | 4                 | —                 | —                 | Platin (streaming)                     | United                |
| 2013                                                             | "Forstadsdrømme"                                | 9                 | 8                 | 1                 | Platin (streaming)                     | United                |
| 2014                                                             | "Novembervej"                                   | 20                | —                 | 10                | 3 × Platin                             | United                |
| 2014                                                             | "De vigtigste skridt" (featuring Kristian Leth) | 27                | —                 | —                 |                                        | United                |
| 2016                                                             | "Frels mig"                                     | —                 | —                 | —                 | Guld                                   | Længe leve drømmene   |
| 2016                                                             | "Magisk"                                        | 20                | 20                | 1                 | Platin                                 | Længe leve drømmene   |
| 2016                                                             | "Skytsengel"                                    | 34                | 34                | —                 |                                        | Længe leve drømmene   |
| 2017                                                             | "Hele vejen"                                    | 13                | 13                | 10                | Platin                                 | Længe leve drømmene   |
| 2017                                                             | "Linje H"                                       | 12                | 12                | 14                | Platin                                 | Længe leve drømmene   |
| 2017                                                             | "Alien"                                         | —                 | —                 | —                 |                                        | Længe leve drømmene   |
| 2019                                                             | "Længe leve drømmene"                           | —                 | —                 | —                 |                                        | Længe leve drømmene   |
| 2019                                                             | "Det' den vibe"                                 | —                 | —                 | 13                | Guld                                   | Længe leve drømmene   |
| 2019                                                             | "Dråber af lys"                                 | —                 | —                 | —                 |                                        | Længe leve drømmene   |
| 2019                                                             | "Hot Sauce"                                     | —                 | —                 | 13                | Guld                                   | Længe leve drømmene   |
| 2019                                                             | "Af sti af sted pt. 2" (med Søren Huss)         | —                 | —                 | —                 |                                        | Længe leve drømmene   |
| 2019                                                             | "For dig"                                       | —                 | —                 | —                 |                                        | Længe leve drømmene   |
| 2019                                                             | "Topline"                                       | —                 | —                 | —                 |                                        | Længe leve drømmene   |
| 2019                                                             | "Magnolia" (Morten og Nik & Jay)                | 18                | 18                | —                 | Platin                                 | Længe leve drømmene   |
| 2019                                                             | "Flight Mode"                                   | —                 | —                 | —                 |                                        | Længe leve drømmene   |
| 2019                                                             | "Til mit unge jeg (arigato)"                    | —                 | —                 | —                 |                                        | Længe leve drømmene   |
| 2019                                                             | "Paradis (lige her)"                            | —                 | —                 | —                 |                                        | Længe leve drømmene   |
| 2023                                                             | "November Freestyle"                            | —                 | —                 | —                 |                                        |                       |
| "—" markerer en udgivelse der ikke opnåede en hitlisteplacering. |                                                 |                   |                   |                   |                                        |                       |

### Som gæsteartist
| År                                                               | Titel                                                                                  | Højeste placering | Højeste placering | Certificering          | Album             |
| År                                                               | Titel                                                                                  | Download          | Airplay           | Certificering          | Album             |
| ---------------------------------------------------------------- | -------------------------------------------------------------------------------------- | ----------------- | ----------------- | ---------------------- | ----------------- |
| 2004                                                             | "Girl Talk" (Dhani featuring Nik & Jay)                                                | —                 | —                 |                        | ikke-album single |
| 2007                                                             | "Hvad nu hvis?" (Alex featuring Nik & Jay)                                             | 1                 | 16                | - 2× Platin (download) | ikke-album single |
| 2008                                                             | "Højere vildere (Skru op for den bitch)" (Rune RK og Morten Breum featuring Nik & Jay) | —                 | —                 |                        | ikke-album single |
| 2009                                                             | "Domestic" (Morten Breum featuring Nik & Jay)                                          | 3                 | —                 | - Guld (download)      | Drop!             |
| 2010                                                             | "Tættere på himlen" (Burhan G featuring Nik & Jay)                                     | 1                 | 6                 | - 2× Platin            | Burhan G          |
| 2011                                                             | "My City" (Erik & Kriss med Nik & Jay)                                                 | —                 | —                 |                        | ikke-album single |
| 2012                                                             | "Tænder en ild" (Joey Moe featuring Nik & Jay)                                         | 28                | —                 | - Guld (streaming)     | Midnat            |
| 2014                                                             | "You're My Fire" (Carpark North featuring Nik & Jay)                                   | 22                | —                 |                        | Phoenix           |
| 2018                                                             | "Rejsekammerater" (Nephew featuring Nik & Jay)                                         | —                 | —                 |                        | Ring—i—Ring       |
| "—" markerer en udgivelse der ikke opnåede en hitlisteplacering. |                                                                                        |                   |                   |                        |                   |

## Andre optrædener
| År                                                               | Titel                                                        | Højeste placering | Certificering | Album                   |
| År                                                               | Titel                                                        | DK                | Certificering | Album                   |
| ---------------------------------------------------------------- | ------------------------------------------------------------ | ----------------- | ------------- | ----------------------- |
| 2005                                                             | "Hvor små vi er" (som Giv til Asien)                         | 1                 | - 10× Platin  | ikke-album single       |
| 2009                                                             | "Den hele sandhed" (Julie featuring Nik & Jay)               | —                 |               | Lige nu                 |
| 2009                                                             | "Yo-Yo Pt. 2" (Joey Moe, Jinks, Nik & Jay)                   | 11                |               | Nexus Music Xtra Vol. 1 |
| 2009                                                             | "HulaHop" (Joey Moe, Nik & Jay)                              | 3                 |               | Nexus Music Xtra Vol. 1 |
| 2009                                                             | "Xtra Nummer"                                                | 27                |               | Nexus Music Xtra Vol. 1 |
| 2009                                                             | "Drømmemusik"                                                | 34                |               | Nexus Music Xtra Vol. 1 |
| 2009                                                             | "Jeg vil ha dig for mig selv" (Burhan G featuring Nik & Jay) | —                 |               | Burhan G                |
| 2010                                                             | "Fest" (Morten Breum featuring Nik & Jay)                    | 2                 | - Platin      | Nightclub Session       |
| 2011                                                             | "Er du derude" (Joey Moe featuring Nik & Jay)                | 17                |               | Fuldmåne                |
| 2011                                                             | "Små soldater" (Sanne Salomonsen featuring Nik & Jay)        | —                 |               | Tiden brænder           |
| "—" markerer en udgivelse der ikke opnåede en hitlisteplacering. |                                                              |                   |               |                         |